# Pio Paschini
Pio Paschini (Tolmezzo, 2 marzo 1878 – Roma, 14 dicembre 1962) è stato un vescovo cattolico e storico italiano.

## Biografia
Pio Paschini nacque a Tolmezzo il 2 marzo 1878 da Daniele, proprietario di una cartoleria con annessa una piccola tipografia, e da Caterina Bonitti, nativa di Gemona del Friuli. Ebbe numerosi fratelli, ma ne sopravvissero solo sette, tra cui Pio e Luigi, che furono avviati alla carriera ecclesiastica dallo zio don Giacomo, cappellano di Tolmezzo.
Dopo aver compiuto gli studi ginnasiali nel collegio vescovile di Treviso, nel novembre 1895 Pio entrò nel seminario arcivescovile di Udine. Dal 1898 al 1900 fu mandato a Roma presso il Pontificio seminario lombardo affinché potesse studiare diritto canonico alla Pontificia Università Gregoriana. A Roma ottenne gli ordini minori, dalla tonsura datagli dal cardinale vicario Lucido Maria Parocchi, al suddiaconato. A Roma si alimentò il suo amore per gli studi, sotto la guida del suo maestro, padre Francesco Saverio Wernz, S.I., e si laureò in diritto canonico nel 1900.
Tornato in arcidiocesi di Udine ricevette dall'arcivescovo Pietro Zamburlini l'ordinazione diaconale il 28 luglio 1900 e l'ordinazione presbiterale l'8 settembre. Celebrò la prima santa messa nel duomo di Tolmezzo domenica 9 settembre assistito dall'arcidiacono della Carnia, mons. Giovanni Canciani, dal pievano di Illegio, don Angelo De Reggi, dal vicario di Casanova, don Stefano Somma, e come predicatore scelse mons. Leonardo Sbuelz, pievano di Tarcento.
Dall'agosto del 1900 fu nominato professore di latino in seminario, dove visse i primi tredici anni di ministero sacerdotale. Cominciò in questo ambiente la passione e lo studio per la storia ecclesiastica, che caratterizzò il suo percorso di studi e di insegnamento. Grande importanza ebbe la figura di mons. Giuseppe Ellero, suo collega, insegnante, esperto di storia ecclesiastica, fine poeta e scrittore. Questi dedicherà un sonetto all'amico Paschini.
Il primo scritto di storia ecclesiastica del presbitero utinense si ha nel 1904 con il titolo Sulle origini della Chiesa di Aquileia, uscito in vari articoli. Negli anni successivi si legò a vari altri studiosi di tutta Italia, come Fedele Savio (piemontese), Paolo Guerrini (bresciano), Francesco Lanzoni (romagnolo), Michele Faloci Pulignani (umbro). Nel 1909 gli venne chiesto di collaborare alla rivista francese Revue Benedictine, per la quale scrisse un saggio su San Cromazio di Aquileia e sul commento pseudo-girolimiano sui quattro Vangeli.
Nel luglio 1913 la Sacra Congregazione Concistoriale, su particolare invito di papa Pio X, richiese all'allora arcivescovo di Udine, mons. Antonio Anastasio Rossi, il Paschini come insegnante alla Pontificia Università Lateranense. Paschini accolse quell'incarico con intimo consentimento perché vedeva in quella sede la continuità con l'opera sacerdotale fino a quel momento compiuta in diocesi. Le sue lezioni ebbero inizio nell'ottobre 1913.
Trascorse le sue giornate nell'insegnamento e nello studio personale, continuando a pubblicare saggi e studi di carattere storico. Fu chiamato dal cardinale Basilio Pompilj all'ufficio di assistente ecclesiastico diocesano della Gioventù Cattolica Femminile, ufficio che il Paschini tenne per molti anni. Sempre il medesimo cardinale volle che fosse nominato canonico della basilica di San Giovanni in Laterano. Nel 1929 papa Pio XI lo nominò prete assistente alla Cappella pontificia. Tanto onore e stima spiega la nomina nel 1932 a magnifico rettore della Pontificia Università Lateranense. Succedette a mons. Ruffini.
Resse l'università dal 1932 al 1957. Fu un periodo prospero all'inizio, poi divenuto delicato e difficile a causa di esterne vicende. Segnò il trapasso dell'istituto lateranense dalla tradizionale forma di scuola di seminario a quella di una moderna università. Alieno per natura e consuetudine dal comando e dall'organizzazione, sentì il proprio ufficio come un'alta guida moderatrice, lasciando piuttosto agli altri organi direttivi le mansioni di vigilanza e di immediata amministrazione.
Il 18 dicembre 1949 gli furono presentati i due volumi della miscellanea preparata in suo onore e che ne porta il nome, per festeggiare il suo settantesimo anno di età e trentacinquesimo di insegnamento di storia ecclesiastica a Roma.
Nel 1950, ricorrendo il cinquantesimo anniversario della sua ordinazione sacerdotale, papa Pio XII volle onorarlo con l'eccezionale prerogativa del titolo di eccellenza ad personam. Nel 1954 sempre Pio XII lo nominò presidente del Pontificio comitato di scienze storiche. Seguì nel 1957, dopo che si era ritirato dall'ufficio di rettore, la nomina a accademico pontificio e a rettore magnifico perpetuo onorario.
Il 27 novembre 1958, a seguito di una malattia che fece temere per la sua vita, ricevette nella sua casa la visita di papa Giovanni XXIII, di cui era amico affezionato e intimo.
A più solenne manifestazione di tanta stima da parte del papa, giunse il 20 agosto 1962 l'elevazione alla dignità episcopale con la promozione alla sede titolare di Eudossiade. Fu consacrato vescovo il 7 ottobre 1962 dal cardinale camerlengo Benedetto Aloisi Masella, arciprete della basilica di San Giovanni in Laterano, avendo per co-consacranti gli arcivescovi Edoardo Tonna e Giuseppe Burzio, entrambi canonici lateranensi.
Si spense a Roma nel suo appartamento al Laterano, il 14 dicembre 1962.

## Incarichi
Fu magnifico rettore della Pontificia Università Lateranense dal 1932 al 1957. Nel 1954 fu nominato presidente del neonato Pontificio comitato di scienze storiche. Il 20 agosto 1962 fu consacrato vescovo titolare di Eudossiade. Diresse, inoltre, l'Enciclopedia cattolica.

## Vita e Opere di Galileo Galilei
Nel 1942 fu incaricato dal presidente dalla Pontificia accademia delle scienze, padre Agostino Gemelli, di scrivere una biografia di Galileo Galilei. Paschini lavorò durante gli anni della guerra e inviò il manoscritto definitivo al cardinale Giovanni Mercati all'inizio del 1945. Tuttavia l'opera incontrò le resistenze del Sant'Uffizio e dello stesso padre Gemelli, che lasciarono Paschini senza risposta anche dopo una sua lettera di sollecitazione. Ebbe poi risposta dal sostituto alla Segreteria di Stato Giovanni Battista Montini, futuro papa Paolo VI, cui si era rivolto. Questi gli fece leggere la risposta del Sant'Uffizio che attaccava l'opera con l'argomento secondo cui le prove addotte da Galileo a favore dell'eliocentrismo non erano sufficienti e inoltre non era ritenuto opportuno pubblicare un'opera che appariva come un'apologia dello scienziato pisano.
Dopo la morte del Paschini il manoscritto definitivo fu ampiamente rivisto dal gesuita belga Edmond Lamalle, prima di essere pubblicato nel 1964. L'episodio è raccontato da Paolo Simoncelli nel libro "Storia di una censura. «Vita di Galileo»" e Concilio Vaticano II", pubblicato nel 1992.

## Opere
- San Paolino patriarca e la chiesa Aquileiese alla fine del secolo VIII, Udine, Tip. del Crociato, 1906
- Navi e naviganti friulani in sulla fine del secolo XII, Udine, Tip. A. Moretti & G. Percotto, 1913
- Notizie storiche della Carnia da Venzone a Monte Croce e Camporosso, Tolmezzo, Libreria Ed. Aquileia, 1928
- Un pordenonese nunzio papale nel secolo XVI: Gerolamo Rorario, 1934
- Storia del Friuli, Udine, Istituto delle Edizioni Accademiche, 1934-1936
- Leonello Chieregato, Nunzio d'Innocenzo VIII e di Alessandro VI, Roma, Facultas Theologica Pontificii Athenaei Lateranensis, 1935
- Lodovico Cardinal Camerlengo, Roma, Facultas Theologica Pontificii Athenaei Lateranensis, 1939
- Roma nel Rinascimento, Bologna,  Cappelli, 1940
- Domenico Grimani cardinale di S. Marco (1523), Roma, Edizioni di Storia e Letteratura, 1943
- Tre ricerche sulla storia della Chiesa nel Cinquecento, Roma, Edizioni di Storia e Letteratura, 1945
- Eresia e riforma cattolica al confine orientale d'Italia, Roma, Facultas Theologica Pontificii Athenaei Lateranensis, 1951
- Tre illustri prelati del Rinascimento: Ermolao Barbaro, Adriano Castellesi, Giovanni Grimani, Roma, Facultas Theologica Pontificii Athenaei Lateranensis, 1957
- Cinquecento romano e riforma cattolica: Scritti raccolti, Roma, Facultas Theologica Pontificii Athenaei Lateranensis, 1958
- Venezia e l'Inquisizione romana da Giulio III a Pio IV, Padova, Editrice Antenore, 1959
- Il cardinale Marino Grimani ed i prelati della sua famiglia, Roma, Facultas Theologica Pontificii Athenaei Lateranensis, 1960
- Vita e opere di Galileo Galilei, in Miscellanea Galileana, 2 voll., Roma, Pontificia Academia Scientiarum, 1964

## Genealogia episcopale
La genealogia episcopale è:
- Cardinale Scipione Rebiba
- Cardinale Giulio Antonio Santori
- Cardinale Girolamo Bernerio, O.P.
- Arcivescovo Galeazzo Sanvitale
- Cardinale Ludovico Ludovisi
- Cardinale Luigi Caetani
- Cardinale Ulderico Carpegna
- Cardinale Paluzzo Paluzzi Altieri degli Albertoni
- Papa Benedetto XIII
- Papa Benedetto XIV
- Papa Clemente XIII
- Cardinale Marcantonio Colonna
- Cardinale Giacinto Sigismondo Gerdil, B.
- Cardinale Giulio Maria della Somaglia
- Cardinale Carlo Odescalchi, S.I.
- Vescovo Eugène de Mazenod, O.M.I.
- Cardinale Joseph Hippolyte Guibert, O.M.I.
- Cardinale François-Marie-Benjamin Richard de la Vergne
- Cardinale Pietro Gasparri
- Cardinale Benedetto Aloisi Masella
- Vescovo Pio Paschini